# Karl Ulmer
Karl Ulmer, né le 24 août 1915 à Hambourg et mort le 23 avril 1981 à Vienne, est un philosophe allemand.